# Дальке
Дальке (нем. Dalke) — река в Германии, протекает по земле Северный Рейн-Вестфалия. Правый приток Эмса. Длина — 24 км, площадь бассейна — 245,993 км².
Дальке берёт начало у населённого пункта Зеннештадт, входящего в состав Билефельда. В верховьях также носит названия Далькебах и Буллербах. Река течёт на запад, протекает через центр города Гютерсло и впадает в Эмс на западной окраине города. Высота истока составляет 138 м, высота устья — 64 м.